# Championnats du monde de patinage artistique 1986
Navigation
Mondiaux 1985 Mondiaux 1987
Les championnats du monde de patinage artistique 1986 ont lieu du 18 au 23 mars 1986 à la patinoire des Vernets de Genève en Suisse.

## Qualifications
Les patineurs sont éligibles à l'épreuve s'ils représentent une nation membre de l'Union internationale de patinage (International Skating Union en anglais). Les fédérations nationales sélectionnent leurs patineurs en fonction de leurs propres critères.
Sur la base des résultats des championnats du monde 1985, l'Union internationale de patinage autorise chaque pays à avoir de une à trois inscriptions par discipline. 

## Podiums
| Épreuves                            | Or                                    | Argent                               | Bronze                       |
| ----------------------------------- | ------------------------------------- | ------------------------------------ | ---------------------------- |
| Messieurs résultats détaillés       | Brian Boitano                         | Brian Orser                          | Alexandre Fadeïev            |
| Dames résultats détaillés           | Debi Thomas                           | Katarina Witt                        | Tiffany Chin                 |
| Couples résultats détaillés         | Ekaterina Gordeeva / Sergueï Grinkov  | Ielena Valova / Oleg Vassiliev       | Cynthia Coull / Mark Rowsom  |
| Danse sur glace résultats détaillés | Natalia Bestemianova / Andreï Boukine | Marina Klimova / Sergueï Ponomarenko | Tracy Wilson / Robert McCall |

## Tableau des médailles
| Rang  | Nation             | Or | Argent | Bronze | Total |
| ----- | ------------------ | -- | ------ | ------ | ----- |
| 1     | Union soviétique   | 2  | 2      | 1      | 5     |
| 2     | États-Unis         | 2  | 0      | 1      | 3     |
| 3     | Canada             | 0  | 1      | 2      | 3     |
| 4     | Allemagne de l'Est | 0  | 1      | 0      | 1     |
| Total | Total              | 4  | 4      | 4      | 12    |

## Détails des compétitions
Pour la saison 1985/1986, les calculs des points se font selon la méthode suivante :
- chez les Messieurs et les Dames (0.6 point par place pour les figures imposées, 0.4 point par place pour le programme court, 1 point par place pour le programme libre)
- chez les couples artistiques (0.4 point par place pour le programme court, 1 point par place pour le programme libre)
- en danse sur glace (0.6 point par place pour les trois danses imposées, 0.4 point par place pour la danse originale, 1 point par place pour la danse libre)

### Messieurs
| 1                                           | Brian Boitano         | États-Unis           | 5.4  | 4  | 5  | 1  |
| 2                                           | Brian Orser           | Canada               | 5.4  | 5  | 1  | 2  |
| 3                                           | Alexandre Fadeïev     | Union soviétique     | 6.4  | 1  | 2  | 5  |
| 4                                           | Vladimir Kotin        | Union soviétique     | 9.6  | 9  | 3  | 3  |
| 5                                           | Viktor Petrenko       | Union soviétique     | 10.6 | 7  | 6  | 4  |
| 6                                           | Jozef Sabovčík        | Tchécoslovaquie      | 11.8 | 2  | 4  | 9  |
| 7                                           | Heiko Fischer         | Allemagne de l'Ouest | 14.6 | 3  | 7  | 10 |
| 8                                           | Daniel Doran          | États-Unis           | 15.6 | 10 | 9  | 6  |
| 9                                           | Scott Williams        | États-Unis           | 16.8 | 11 | 8  | 7  |
| 10                                          | Masaru Ogawa          | Japon                | 22.0 | 16 | 11 | 8  |
| 11                                          | Richard Zander        | Allemagne de l'Ouest | 22.4 | 6  | 12 | 14 |
| 12                                          | Falko Kirsten         | Allemagne de l'Est   | 24.6 | 14 | 13 | 11 |
| 13                                          | Grzegorz Filipowski   | Pologne              | 26.2 | 12 | 10 | 15 |
| 14                                          | Oliver Höner          | Suisse               | 27.2 | 13 | 16 | 13 |
| 15                                          | Laurent Depouilly     | France               | 29.6 | 8  | 17 | 18 |
| 16                                          | Petr Barna            | Tchécoslovaquie      | 30.6 | 19 | 18 | 12 |
| 17                                          | Lars Åkesson          | Suède                | 34.6 | 15 | 14 | 20 |
| 18                                          | Neil Paterson         | Canada               | 35.2 | 17 | 15 | 19 |
| 19                                          | Lars Dresler          | Danemark             | 37.2 | 21 | 19 | 17 |
| 20                                          | Jaimee Eggleton       | Canada               | 38.4 | 24 | 20 | 16 |
| Patineurs éliminés après le programme court |                       |                      |      |    |    |    |
| 21                                          | Alessandro Riccitelli | Italie               |      | 20 | 21 | NC |
| 22                                          | Cameron Medhurst      | Australie            |      | 18 | 22 | NC |
| 23                                          | Thomas Hlavik         | Autriche             |      | 23 | 23 | NC |
| 24                                          | Oula Jääskeläinen     | Finlande             |      | 25 | 26 | NC |
| 25                                          | Miljan Begović        | Yougoslavie          |      | 22 | 28 | NC |
| 26                                          | András Száraz         | Hongrie              |      | 27 | 25 | NC |
| 27                                          | Boyko Aleksiev        | Bulgarie             |      | 26 | 27 | NC |
| 28                                          | Fernando Soria        | Espagne              |      | 28 | 24 | NC |

### Dames
| 1                                             | Debi Thomas      | États-Unis           | 3.6  | 2  | 1  | 2  |
| 2                                             | Katarina Witt    | Allemagne de l'Est   | 4.4  | 3  | 4  | 1  |
| 3                                             | Tiffany Chin     | États-Unis           | 7.2  | 4  | 2  | 4  |
| 4                                             | Kira Ivanova     | Union soviétique     | 11.0 | 1  | 6  | 8  |
| 5                                             | Elizabeth Manley | Canada               | 12.4 | 11 | 7  | 3  |
| 6                                             | Claudia Leistner | Allemagne de l'Ouest | 13.4 | 9  | 5  | 6  |
| 7                                             | Anna Kondrashova | Union soviétique     | 13.4 | 6  | 2  | 9  |
| 8                                             | Caryn Kadavy     | États-Unis           | 14.8 | 7  | 9  | 7  |
| 9                                             | Tracey Wainman   | Canada               | 18.4 | 5  | 11 | 11 |
| 10                                            | Natalia Lebedeva | Union soviétique     | 18.8 | 8  | 10 | 10 |
| 11                                            | Midori Ito       | Japon                | 19.6 | 19 | 8  | 5  |
| 12                                            | Simone Koch      | Allemagne de l'Est   | 26.8 | 16 | 13 | 12 |
| 13                                            | Agnès Gosselin   | France               | 28.0 | 13 | 18 | 13 |
| 14                                            | Katrien Pauwels  | Belgique             | 30.0 | 10 | 15 | 18 |
| 15                                            | Susanne Becher   | Allemagne de l'Ouest | 30.2 | 12 | 20 | 15 |
| 16                                            | Claudia Villiger | Suisse               | 30.2 | 14 | 12 | 17 |
| 17                                            | Constanze Gensel | Allemagne de l'Est   | 35.4 | 23 | 19 | 14 |
| 18                                            | Tamara Téglássy  | Hongrie              | 36.0 | 22 | 17 | 16 |
| 19                                            | Elise Ahonen     | Finlande             | 37.6 | 17 | 21 | 19 |
| Abandon                                       | Susan Jackson    | Royaume-Uni          |      | 18 | 16 |    |
| Patineuses éliminées après le programme court |                  |                      |      |    |    |    |
| 21                                            | Željka Čižmešija | Yougoslavie          |      | 15 | 22 | NC |
| 22                                            | Beatrice Gelmini | Italie               |      | 21 | 14 | NC |
| 23                                            | Lotta Falkenbäck | Suède                |      | 20 | 23 | NC |
| 24                                            | Pauline Lee      | Taipei chinois       |      | 24 | 24 | NC |
| 25                                            | Lim Hye-kyung    | Corée du Sud         |      | 26 | 25 | NC |
| 26                                            | Sandra Escoda    | Espagne              |      | 25 | 27 | NC |
| 27                                            | Petya Gavazova   | Bulgarie             |      | 27 | 26 | NC |

### Couples
| Rang | Nom                                  | Nation               | Points | Prog. court | Prog. libre |
| ---- | ------------------------------------ | -------------------- | ------ | ----------- | ----------- |
| 1    | Ekaterina Gordeeva / Sergueï Grinkov | Union soviétique     | 1.4    | 1           | 1           |
| 2    | Ielena Valova / Oleg Vassiliev       | Union soviétique     | 2.8    | 2           | 2           |
| 3    | Cynthia Coull / Mark Rowsom          | Canada               | 4.6    | 4           | 3           |
| 4    | Larisa Seleznyova / Oleg Makarov     | Union soviétique     | 5.2    | 3           | 4           |
| 5    | Denise Benning / Lyndon Johnston     | Canada               | 8.4    | 6           | 6           |
| 6    | Jill Watson / Peter Oppegard         | États-Unis           | 8.6    | 9           | 5           |
| 7    | Gillian Wachsman / Todd Waggoner     | États-Unis           | 9.0    | 5           | 7           |
| 8    | Natalie Seybold / Wayne Seybold      | États-Unis           | 11.2   | 8           | 8           |
| 9    | Katrin Kanitz / Tobias Schröter      | Allemagne de l'Est   | 11.8   | 7           | 9           |
| 10   | Lenka Knapová / René Novotný         | Tchécoslovaquie      | 14.0   | 10          | 10          |
| 11   | Manuela Landgraf / Ingo Steuer       | Allemagne de l'Est   | 15.4   | 11          | 11          |
| 12   | Cheryl Peake / Andrew Naylor         | Royaume-Uni          | 16.8   | 12          | 12          |
| 13   | Kerstin Kimminus / Stefan Pfrengle   | Allemagne de l'Ouest | 18.6   | 14          | 13          |
| 14   | Danielle Carr / Stephen Carr         | Australie            | 19.2   | 13          | 14          |
| 15   | Sylvie Vaquero / Didier Manaud       | France               | 21.0   | 15          | 15          |

### Danse sur glace
| Rang                                               | Nom                                     | Nation               | Points | Danses imposées | Danse originale | Danse libre |
| -------------------------------------------------- | --------------------------------------- | -------------------- | ------ | --------------- | --------------- | ----------- |
| 1                                                  | Natalia Bestemianova / Andreï Boukine   | Union soviétique     | 2.4    | 1               | 2               | 1           |
| 2                                                  | Marina Klimova / Sergueï Ponomarenko    | Union soviétique     | 3.6    | 2               | 1               | 2           |
| 3                                                  | Tracy Wilson / Robert McCall            | Canada               | 7.0    | 4               | 4               | 3           |
| 4                                                  | Natalia Annenko / Genrikh Sretenski     | Union soviétique     | 7.0    | 3               | 3               | 4           |
| 5                                                  | Suzanne Semanick / Scott Gregory        | États-Unis           | 10.0   | 5               | 5               | 5           |
| 6                                                  | Renée Roca / Donald Adair               | États-Unis           | 12.0   | 6               | 6               | 6           |
| 7                                                  | Kathrin Beck / Christoff Beck           | Autriche             | 14.0   | 7               | 7               | 7           |
| 8                                                  | Antonia Becherer / Ferdinand Becherer   | Allemagne de l'Ouest | 16.0   | 8               | 8               | 8           |
| 9                                                  | Karyn Garossino / Rodn Garossino        | Canada               | 18.0   | 9               | 9               | 9           |
| 10                                                 | Isabella Micheli / Roberto Pelizzola    | Italie               | 20.0   | 10              | 10              | 10          |
| 11                                                 | Klára Engi / Attila Tóth                | Hongrie              | 22.0   | 11              | 11              | 11          |
| 12                                                 | Isabelle Duchesnay / Paul Duchesnay     | France               | 24.0   | 12              | 12              | 12          |
| 13                                                 | Sharon Jones / Paul Askham              | Royaume-Uni          | 26.4   | 13              | 14              | 13          |
| 14                                                 | Tomoko Tanaka / Hiroyuki Suzuki         | Japon                | 27.6   | 14              | 13              | 14          |
| 15                                                 | Stefania Calegari / Pasquale Camerlengo | Italie               | 30.4   | 15              | 16              | 15          |
| 16                                                 | Elizabeth Coates / Alan Abretti         | Royaume-Uni          | 31.6   | 16              | 15              | 16          |
| 17                                                 | Andrea Weppelmann / Hendryk Schamberger | Allemagne de l'Ouest | 34.0   | 17              | 17              | 17          |
| 18                                                 | Claudia Schmidlin / Daniel Schmidlin    | Suisse               | 36.0   | 18              | 18              | 18          |
| 19                                                 | Monica MacDonald / Rodney Clarke        | Australie            | 38.0   | 19              | 19              | 19          |
| 20                                                 | Hristina Boyanova / Yavor Ivanov        | Bulgarie             | 40.0   | 20              | 20              | 20          |
| Couples de danse éliminés après la danse originale |                                         |                      |        |                 |                 |             |
| 21                                                 | Susanna Pettola / Kim Jacobson          | Finlande             |        | 21              | 21              | NC          |
| 22                                                 | Park Kyung-sook / Han Seung-jong        | Corée du Sud         |        | 22              | 22              | NC          |